# Высыповецкий сельский совет (Зборовский район)
Высыповецкий сельский совет (укр. Висиповецька сільська рада) — входит в состав
Зборовского района
Тернопольской области
Украины.
Административный центр сельского совета находится в 
с. Высыповцы.

## История
- 1939 — дата образования.

## Населённые пункты совета
- с. Высыповцы
- с. Воробиевка
- с. Кокутковцы
- с. Серединцы